# HIVToolbox
HIVToolbox es una aplicación de Internet que ayuda a los científicos a identificar y desarrollar nuevas hipótesis y facilita la interpretación de experimentos, con el objetivo de ayudar a los científicos a comprender mejor el VIH, el virus que causa el sida, e identificar nuevos objetivos potenciales de medicinas.
La información sobre el VIH incluye las diferentes partes de las proteínas del VIH, muchas veces referidas cómo dominios. Las regiones más pequeñas de las proteínas llamadas minimotivas también están presentes en las proteínas del VIH. Estos minimotismos, también llamados motivos lineales cortos, codifican diferentes funciones moleculares en las proteínas del VIH. HIVtoolbox es una aplicación de internet que sale de una base de datos MySQL diseñada para integrar datos del VIH para secuencias de proteínas derivadas de diferentes aislados, estructuras de proteínas, dominios de proteínas, interacciones proteína-proteína, elementos funcionales en proteínas y minimotos conocidos y previstos de la base de datos Minimotif Miner. También se incluyen otros aminoácidos implicados en funciones moleculares como la catálise, la dimerización, etc. La base de datos para el programa también contiene la conservación de aminoácidos calculada para todas las proteínas del VIH. Esto ayuda a identificar las regiones del virus que no cambian, por lo que se cree que representan regiones importantes. El segundo lanzamiento de HIVToolbox, HIVToolbox2, también contiene información sobre la localización de las proteínas en las que se unen diferentes medicamentos contra el VIH y su relación espacial con las mutaciones que surgen en el VIH y hacen que el virus sea resistente a los medicamentos.